# Gharde Geldenhuys
Gharde Geldenhuys (sinh ngày 15 tháng 9 năm 1981) là một nữ vận động viên thể dục nghệ thuật người Namibia. Cô đã tham dự Thế vận hội Mùa hè 2000 đại diện cho Namibia với việc có tấm vé vớt nội dung thể dục nghệ thuật.